# 鉾田市
鉾田市（日语：／ Hokota shi */?）是位于茨城縣東南部的一市。

## 出身名人
- 淺野哲也（前足球選手、前日本國家足球隊成員、前名古屋鯨魚選手、前福岡黃蜂教練）
- 磯山沙也加（藝人、演員）（出生地為水戶市）
- 東野峻（職業棒球選手，效力於橫濱DeNA海灣之星）